# Desulfurella
Desulfurella ist eine Gattung lithoautotropher (oder chemolithotropher) anaerober Bakterien aus der Familie der Desulfobacteraceae.
Desulfurella-Arten sind gramnegativ und thermoacidophil, d. h. mehr oder weniger thermophil und gleichzeitig säuretolerant (acidotolerant) bis acidophil; es gibt sowohl bewegliche (motile) Arten als auch (seltener) unbewegliche.
Bei den motilen Formen sind einzelne, polare (endständige) Geißeln der stäbchenförmigen Bakterien dokumentiert. Die Spezies dieser Gattung haben einen Schwefel-reduzierenden Stoffwechsel.
Arten der Gattung Desulfurella werden häufig in terrestrischen Thermalquellen mit pH-Wert im sauren Bereich (acidophil) und Temperaturen noch unter 70° C (mäßig thermophil) gefunden, beispielsweise im Río Tinto in Spanien, im Geothermalfeld Los Azufres in Mexiko sowie in Becken in der Uson-Caldera, Kamtschatka.

## Arten
Zur Gattung Desulfurella gehören nach der List of Prokaryotic names with Standing in Nomenclature (LPSN) folgende Spezies, ergänzt um Vorschläge gemäß National Center for Biotechnology Information (NCBI) (Stand 3. September 2021):
- Desulfurella acetivorans Bonch-Osmolovskaya et al. 1993[8] – Typus
- Desulfurella amilsii Florentino et al. 2016[9] (ehem. Desulfurella sp. TR1)
- Desulfurella kamchatkensis Miroshnichenko 1998
- Desulfurella multipotens Miroshnichenko et al. 1996[10]
- Desulfurella propionica Miroshnichenko et al. 1998
- Desulfurella sp. APF01
- Desulfurella sp. AZLFE3

## Desulfurella acetivorans
Die Typusspezies D. acetivorans ist (wie die anderen Desulfurella-Arten) gramnegativ und thermophil. Die Bakterien dieser Spezies haben einen Schwefel-reduzierenden und Acetat-oxidierenden Stoffwechsel. Sie haben die Form kurzer Stäbchen und sind motil dank einer einzelnen polaren Geißel.
Der Referenzstamm ist A63, gefunden in der Uson-Caldera, Kamtschatka, wo diese Bakterien in cyanobakteriellen Matten auf ca. 55° C heißem Substrat (siehe auch Substrat (Ökologie)) gedeiht. Die optimale Temperatur ist 52° C bis 57° C, sowohl bei 42° C (und niedriger) bzw. 73° C (und höher) wird kein Wachstum mehr beobachtet. Das pH-Optimum liegt bei 6.8 bis 7.0 (neutral bis leicht sauer). Stoffwechselprodukte sind Schwefelwasserstoff (H2S) und Kohlendioxid (CO2). Der G+C-Gehalt der DNA ist mit nur 31,4 % relativ niedrig.

## Desulfurella amilsii
D. amilsii ist ebenfalls gramnegatives und mäßig thermophil, Schwefel-reduzierend und motil (dabei auch nicht sporenbildend). Sie sind säuretolerant (ph-Wert bis zu 3) und obligat anaerob, und zudem in der Lage, Thiosulfat als Elektronenakzeptor zu nutzen und Pyruvat zu vergären.
Der Referenzstamm TR1 (alias DSM 29984 oder JCM 30680) wurde aus Flusssedimenten des Río Tinto in Spanien isoliert.

## Desulfurella kamchatkensis
D. kamchatkensis ist gramnegativ, thermophile und Schwefel-reduzierend. Die stäbchenförmigen Bakterien sind durch eine einzelne, polare Geißel motil.
Der Referenzstamm ist K-119T (alias DSM 10409T),
gefunden in vulkanische Quellen, Kamtschatka, worauf das NamensEpitheton hinweist.
Dieser Stamm wurde aus einer thermophilen mikrobiellen Gemeinschaft mit Thermothrix thiopara gewonnen.
Das Temperaturoptimum ist 54–55 °C und das pH-Optima 6.9-7.2 (sauer). Als Wachstumssubstrate dienen molekularer Wasserstoff (H2), Acetat, Fumarat, Malat, Pyruvat, Laktat und langkettige gesättigte Fettsäuren. Alleinige Stoffwechselprodukte sind, wie bei der Typusspezies D. acetivorans, Schwefelwasserstoff (H2S) und Kohlendioxid (CO2).

## Desulfurella multipotens
D. multipotens ist ebenfalls gramnegativ, thermophil und schwefelreduzierend. Die stäbchenförmigen Bakterien (Größe 1,5-1,8 × 0,5-0,7 μm) sind der einzelnen polaren Geißel motil.
Der Referenzstamm ist RH-8,
er wurde auf der neuseeländischen Insel Raoul Island (Kermadec-Archipel) gefunden;
dazu weitere Stämme dieser Spezies im Geothermalfeld Los Azufres in Mexiko.

## Desulfurella propionica
D. propionica ist wie für die Gattung charakteristisch gramnegativ, thermophil und Schwefel-reduzierend.
Die kurzen Stäbchen sind jedoch unbeweglich (nicht motil). Der Referenzstamm ist U-8T (alias DSM 10410T),
Dieser Stamm wurde aus einer Cyanobakterienmatte, an einer eine sulfidreichen heißen vulkanischen Quelle, ebenfalls auf Kamtschatka, isoliert. Wie bei der motilen Spezies D. kamchatkensis ist das Temperaturoptimum 54–55 °C und das pH-Optimum 6.9-7.2 (sauer).
Als Wachstumssubstrate dienen neben molekularem Wasserstoff (H2), Acetat, Fumarat, Malat, Pyruvat, Laktat und langkettige gesättigte Fettsäuren wie bei der motilen Schwesterspezies auch Propionat (worauf das Namens-Epitheton anspielt). Auch bei dieser Art sind die alleinigen Stoffwechselprodukte Schwefelwasserstoff (H2S) und Kohlendioxid (CO2).